# François de Curtine
François de Curtine est un maçon et tailleur de pierre actif au Pays de Vaud au début du XVIe siècle.